# Jamie Moses
Jamie Moses (30 agosto 1955) è un cantante e chitarrista britannico, noto per la sua militanza nella Brian May Band e nei Queen + Paul Rodgers.
Suona inoltre stabilmente nei Los Pacaminos, gruppo tex-mex, fondato da Paul Young nel 1995.
Ha collaborato con Brian May, Gary Barlow, Spike Edney, Bob Geldof, Tony Hadley, Mike + The Mechanics, The Pretenders, St. Etienne e Paul Young. Moses, inoltre, ha suonato nel tour Queen + Paul Rodgers nel 2005 e nel 2006.
Jamie Moses è inoltre cantante e chitarrista del suo gruppo musicale, gli Hiding In Public.
Nel 2008 ha partecipato al " The Cosmos Rocks Tour" dei Queen & Paul Rodgers che ha attraversato Europa e Sud America.

## Discografia

### Con Brian May
- 1994 - Live at the Brixton Academy (album/VHS)
- 1998 - Another World (chitarra in Slow Down)

### Con i Queen + Paul Rodgers
- 2005 - Return of the Champions (CD/DVD)
- 2006 - Super Live in Japan (DVD) (solo per il mercato giapponese)